# Dicranomyia exercita
Dicranomyia exercita är en tvåvingeart som först beskrevs av Alexander 1929.  Dicranomyia exercita ingår i släktet Dicranomyia och familjen småharkrankar. Inga underarter finns listade i Catalogue of Life.